# Banijska šara
Banijska šara, hrvatska je autohtona pasmina svinja. Ostale hrvatske autohtone pasmine su čupava mangulica u Podravini, turopoljska svinja u Turopolju i u Slavoniji crna slavonska svinja ili fajferica. Domicilno joj je područje Banovina. Još uvijek nije priznata svinjska pasmina.

## Povijest
Nastala je u vrijeme kad su se uvodile engleske pasmine svinja u hrvatska uzgajališta radi popravljanja proizvodnih karakteristika. 1882. godine vlastelin dobra Žabac (Šabac) kod Vrbovca markiz Piennesa Eugen d’Halwin križao turopoljske krmače s nerastima crnog berkšira. Preciznije, smatra se da je banijska šara svinja nastala križanjem domaće bijele svinje s klopavim ušima (landras) i/ili turopoljske svinje i nerastova crnog berkšira. Križanje je bilo uspješno. Ovo se može smatrati početcima nastanka banijske šare. Odlični rezultati križanja ponukali su Kraljevsku zemaljsku vladu osnovati selekcijski centar u Božjakovini kod Zagreba. Bilo je to krajem 19. stoljeća. Centar je poslije ponio ime Republičko poljoprivredno dobro Božjakovina. Na njemu se sustavno uzgajalo ovu pasminu sve do sredine 60-ih godina 20. stoljeća. Uzgoj je bio radi ustaljivanja njenih svojstava (Šram, 1950). U godinama poslije zapostavilo se sustavni uzgoj. 2000-te godine preostalo je vrlo malo primjeraka. 2007. su djelatnici Hrvatske poljoprivredne agencije (HPA) obavljajući redovne poslove u svezi s testiranjem uzgojno valjanih svinja zatekli svinje specifičnog izgleda s velikim crnim šarama. na gospodarstvu uzgajivača u Trgovima pokraj Dvora.

## Službena revitalizacija pasmine i uzgoja
Vijeće za istraživanja u poljoprivredi Ministarstva poljoprivrede Republike Hrvatske 2015. odobrilo je Krešimiru Salajpalu s Agronomskog fakulteta projekt pod nazivom „Revitalizacija uzgoja banijske šare svinje“. Iste godine formirana je i Udruga uzgajivača svinja „Banijska šara“. Sudionici projekta oživljena pasmine i uzgoja pasmine su Agronomski fakultet, Veterinarski fakultet, Hrvatska poljoprivredna agencija, Udruga uzgajivača svinja „Banijska šara“ i grad Petrinja.
Pasmina je još uvijek u postupku priznavanja. Polovicom lipnja 2017. brojno stanje aktivnih životinja je 47 krmača, 15 nerasta, a označeno je i veliki broj prasadi. To je evidentan je porast broja grla ove pasmine u odnosu na prošlu godinu, uz provedbu strogih mjera selekcije na cjelokupnoj populaciji.
Predloženo je nekoliko različitih projekata uzgoja banijske šare svinje kroz održivost prostora, gdje nije u fokusu, sam uzgoj svinja, nego i gospodarenje prostorom kroz moguće kombinacije uzgoja svinje s npr. uzgojem kestena i drugih različitih vidova proizvodnje.
Udruga je na proljeće 2018. godine uz rezultate istraživanja i podnijela zahtjev Ministarstvu poljoprivrede za priznavanje ove pasmine.

## Vanjske poveznice
- Udruga uzgajivača svinja "Banijska šara"